# Idabel, Oklahoma
Idabel, Oklahoma (енгл. Idabel) град је у америчкој савезној држави Оклахома.

## Демографија
По попису из 2010. године број становника је 7.010, што је 58 (0,8%) становника више него 2000. године.
| Група             | 2000.         | 2010.         |
| Белци             | 3.908 (56,2%) | 3.673 (52,4%) |
| Афроамериканци    | 1.700 (24,5%) | 1.652 (23,6%) |
| Азијати           | 21 (0,3%)     | 35 (0,5%)     |
| Хиспаноамериканци | 345 (5,0%)    | 545 (7,8%)    |
| Укупно            | 6.952         | 7.010         |